# ویلیام ریچارد میلر
ویلیام ریچارد میلر (انگلیسی: William Richard Miller) زاده ۲۷ ژوئن ۱۹۴۷م، در پنسیلوانیا، یک روان‌شناس بالینی و استاد روان‌شناسی و روان‌پزشکی در دانشگاه نیومکزیکو است. وی سهم بزرگی در ابداع شیوه مشورت - درمانی مصاحبه انگیزشی داشته‌است.

## پیشینه
ویلیام ریچارد میلر در سال ۱۹۷۶م، در رشته روان‌شناسی بالینی از دانشگاه اورگن فارغ‌التحصیل گردید. سپس در دانشگاه نیومکزیکو مشغول تدریس و تحقیق شد. تدریس وی شامل طیف گسترده‌ای از موضوعاتی مانند اعتیاد به الکل، روان‌شناسی غیرطبیعی و پیشگویی‌های عامل؛ و تحقیقات وی بیشتر بر روان‌شناسی تغییر متمرکز بوده‌است. میلر که او را به عنوان یکی از مبتکران اصلی مصاحبه انگیزشی می‌شناسند، در دانشگاه‌های متعدد از جمله دانشگاه نیو ساوت ولز، دانشگاه استنفورد، و دانشگاه برگن به عنوان استاد مهمان تدریس کرده‌است.

## مصاحبه انگیزشی
مصاحبه انگیزشی یک شیوه مشورت و مصاحبه ای هدفمند است. هدف از این مصاحبه ایجاد تغییرات مطلوب در رفتار متقاضی بر اساس منطق و تحلیل خود شخص متقاضی از شرایط است. وظیفه مصاحبه گر تعیین تکلیف و نصیحت متقاضی نیست، بلکه باید شنونده ای صبور و نکته سنج باشد و بتواند منطق و دلایل متقاضی را درک کرده و نهایتاً به متقاضی کمک کند تا افکار خود را سازمان داده و تبیین کند. تصمیم نهایی برای ایجاد تغییر، برای مثال ترک سیگار بر عهده خود شخص متقاضی خواهد بود. با این حال مصاحبه گر در ارتقاء سطح خودآگاهی متقاضی از احساسات خود و تبیین افکار مبهم و نهایتاً تقویت تعهد اجرایی خود به تصمیمش مشارکت خواهد داشت.